# Bloodstone & Diamonds
| Совокупная оценка | Совокупная оценка |
| Источник          | Оценка            |
| ----------------- | ----------------- |
| Metacritic        | 96/100            |
| Оценки критиков   |                   |
| Источник          | Оценка            |
| AllMusic          | [ 5 ]             |
| Blabbermouth.net  | 9/10              |
| Rock Sound        | 8/10              |
| The Guardian      | [ 8 ]             |

Bloodstone & Diamonds — восьмой полноформатный студийный альбом американской грув-метал группы Machine Head, выпущенный лейблом Nuclear Blast 7 ноября 2014 года. Это первый альбом коллектива, в котором принял участие новый басист, Джаред Макичерн, пришедший на замену Адаму Дьюсу, после его ухода из группы.
Альбом был смикширован Колином Ричардсоном вместе с Энди Снипом и Стивом Лагуди. Оформлением альбома занимался Трэвис Шинн. Bloodstone & Diamonds первый релиз группы, записанный после прекращения контракта с Roadrunner Records.
В музыкальном плане релиз продемонстрировал развитие прежнего стиля группы на альбомах The Blackening и Unto the Locust. Тематика песен, традиционно для Machine Head, основывается на социальных проблемах.
Критики благосклонно встретили Bloodstone & Diamonds. Так, рейтинг альбома на Metacritic составляет 96 из 100 на основании пяти обзоров. Релизу также сопутствовал коммерческий успех: в первую неделю продаж, альбом дебютировал на 21-й строчке чарта The Billboard 200, что является наивысшей позицией для группы на данный момент.

## Музыкальный стиль
Тематика песен альбома, как и на предыдущих альбомах Machine Head, посвящена политическим и социальным проблемам. Песня «Night of Long Knives» вопреки своему названию, связана не с путчем Рёма, а с Чарльзом Мэнсоном.

## Отзывы
Критики приняли альбом благосклонно. Так, Дом Лоусон изThe Guardian охарактеризовал альбом как «яркий баланс между брутальным звуком, изысканной мелодикой и смелыми экспериментами, который позволяет назвать данный релиз лучшим мейнстримным метал-альбомом 2014 года». В первую неделю продаж, альбом дебютировал на #21 строчке чарта The Billboard 200, что является наивысшим результатом группы в этом хит-параде.

## Список композиций
| №   | Название                        | Текст песни             | Музыка                            | Длительность |
| --- | ------------------------------- | ----------------------- | --------------------------------- | ------------ |
| 1.  | «Now We Die»                    | Флинн                   | Флинн, Деммел                     | 7:10         |
| 2.  | «Killers & Kings»               | Флинн                   | Флинн, Деммел                     | 4:32         |
| 3.  | «Ghosts Will Haunt My Bones»    | Флинн, Деммел, Макичерн | Флинн, Деммел, Макичерн, Макклейн | 6:06         |
| 4.  | «Night of Long Knives»          | Флинн                   | Флинн                             | 6:48         |
| 5.  | «Sail into the Black»           | Флинн, Деммел           | Флинн, Деммел, Макклейн           | 8:29         |
| 6.  | «Eyes of the Dead»              | Флинн                   | Флинн                             | 6:25         |
| 7.  | «Beneath the Silt»              | Флинн                   | Флинн                             | 4:43         |
| 8.  | «In Comes the Flood»            | Флинн, Макичерн         | Флинн                             | 7:22         |
| 9.  | «Damage Inside»                 | Флинн                   | Макклейн                          | 3:24         |
| 10. | «Game Over»                     | Флинн                   | Флинн, Деммел                     | 6:36         |
| 11. | «Imaginal Cells» (Instrumental) |                         | Флинн, Деммел                     | 3:36         |
| 12. | «Take Me Through the Fire»      | Флинн, Деммел           | Флинн, Деммел                     | 5:48         |

## Участники записи

### Machine Head
- Робб Флинн — вокал, гитара, клавишные (песни 1, 3, 5, 8), струнные инструменты (1, 5, 8), перкуссия (5)
- Фил Деммел — гитара, бэк-вокал
- Джаред Макичерн — бас-гитара, бэк-вокал
- Дэйв Макклейн — ударные

### Приглашенные участники
- Рис Фалбер — клавишные, струнные инструменты (1, 5), перкуссия (5)
- Джордан Фиш (из Bring Me The Horizon) — клавишные (3, 8, 9), струнные инструменты (8)
- Кэтрин Маршал, Евгения Вай, Чед Кальтингер, Ванесса Руотоло — струнные инструменты (1)
- Филип Брезина, Чарльз Акерт, Иво Буколич — струнные инструменты (песня 8)

### Производство
- Энди Снип — микширование
- Колин Ричардсон — микширование
- Хуан Уртего — микширование

## Чарты
| Чарт (2014)                                   | Максимальная позиция |
| --------------------------------------------- | -------------------- |
| Австралия (ARIA)                              | 10                   |
| Австрия (Ö3 Austria)                          | 6                    |
| Бельгия/Фландрия (Ultratop)                   | 33                   |
| Бельгия/Валлония (Ultratop)                   | 35                   |
| Дания (Hitlisten)                             | 39                   |
| Нидерланды (Album Top 100)                    | 38                   |
| Финляндия (Suomen virallinen lista)           | 18                   |
| Франция (SNEP)                                | 35                   |
| Германия (Offizielle Top 100)                 | 6                    |
| Венгрия (MAHASZ)                              | 27                   |
| Ирландия (IRMA)                               | 32                   |
| Италия (Classifica album)                     | 81                   |
| Япония (Oricon)                               | 67                   |
| Республика Корея (Circle)                     | 99                   |
| Республика Корея (Gaon)                       | 22                   |
| Новая Зеландия (RMNZ)                         | 38                   |
| Норвегия (VG-lista)                           | 31                   |
| Шотландия (Scottish Albums Chart)             | 18                   |
| Испания (PROMUSICAE)                          | 63                   |
| Швеция (Sverigetopplistan)                    | 31                   |
| Швейцария (Schweizer Hitparade)               | 7                    |
| Великобритания (UK Albums Chart)              | 18                   |
| Великобритания (UK Independent Albums Chart)  | 1                    |
| Великобритания (UK Rock & Metal Albums Chart) | 3                    |
| США (Billboard 200)                           | 21                   |
| США (Billboard Digital Albums)                | 19                   |
| США (Billboard Independent Albums)            | 2                    |
| США (Billboard Top Hard Rock Albums)          | 2                    |
| США (Billboard Top Rock Albums)               | 4                    |
| США (Billboard Top Tastemaker Albums)         | 10                   |